# Fernando del Paso
Fernando del Paso Morante, född 1 april 1935 i Mexico City, död 14 november 2018 i Guadalajara i Jalisco, var en mexikansk romanförfattare, essäist, poet och diplomat.
Del Paso föddes i Mexico City och studerade ekonomi vid Universidad Nacional Autónoma de México i två år. Han bodde därefter i London under 14 år, där han arbetade för BBC, och senare i Frankrike, där han arbetade för fransk radio och en kort tid tjänstgjorde som Mexikos konsul. Han är medlem av Colegio Nacional de México sedan 1996 och har tilldelats flera internationella priser. 
Del Paso är influerad av författare som William Faulkner, James Joyce och Juan Rulfo. Han debuterade som poet 1958 men är mest känd för sina romaner José Trigo och Palinuras de México som förenar historia och fiktion. Hans tredje roman Noticias del Imperio (1986) är ett viktigt bidrag till den nya latinamerikanska historiska romanen. Romanen, baserad på Maximilian I av Mexico och Charlotte av Belgiens liv under franska intervention i Mexiko, kallas av författaren en "historiografisk" roman. Denna encyklopediska roman är anmärkningsvärd då författaren i stället för att försöka upptäcka "sanningen" om "vad som egentligen hände" presenterar ett antal möjliga versioner av viktiga och kontroversiella händelser.
Den 14 maj 2007 hyllade Universitetet i Guadalajara Fernando del Paso genom att döpa biblioteket och mediacentret i Ocotlán i Jalisco till Biblioteca Fernando del Paso. Detta bibliotek är det största i västra regionen av Mexiko med en samling 120 000 volymer och en kapacitet för 800 samtidiga besökare.